# أبو ناقة (سويسة)
أبو ناقة (بالفارسية: ابوناگه) هي منطقة سكنية تقع في إيران في Soveyseh Rural District. يقدر عدد سكانها بـ 1450 نسمة بحسب إحصاء 2016.